# Dieter Gebauer

Dieter Gebauer (1997)

Dieter Gebauer (* 19. Juli 1944 in Schwiebus; † 7. Dezember 2018) war ein deutscher Geologe und Professor an der ETH Zürich.

## Leben
Dieter Gebauer studierte von 1964 bis 1969 Geologie an der Ludwig-Maximilians-Universität München und kam für das Doktoratsstudium 1970 an die ETH Zürich, wo seine Dissertation 1975 unter Marc Grünenfelder mit der Silbermedaille ausgezeichnet wurde. Seine gesamte wissenschaftliche Karriere verbrachte er anschließend an der ETH Zürich, wo er zuerst als Oberassistent, 1984 als wissenschaftlicher Adjunkt am Institut für Kristallographie und Petrographie tätig war. In Anerkennung und Würdigung seiner Leistungen für die ETH Zürich und sein Fachgebiet verlieh der Bundesrat Dieter Gebauer 1990 den Titel eines Professors.

## Forschung
Dieter Gebauers Forschungsfeld war die Geochronologie: die absolute Altersbestimmung auf der Basis des radioaktiven Zerfalls der U-Pb und Rb-Sr Isotopensysteme in Mineralien und Gesteinen. Er wurde international bekannt durch Anwendungen der Kathodenlumineszenz-Kartierung von Zirkonkristallen als Grundlage zur U-Pb-Datierung von komplexen Zirkonen mit multiplen Wachstumszonen, welche verschiedenen Alters- bzw. Gebirgsbildungsstadien entsprechen.
Dieter Gebauers Hauptinteresse und seine wichtigsten Arbeiten galten der Datierung gebirgsbildender Prozesse mittels des Minerals Zirkon, was darauf hinweist, wie schnell diese Prozesse in der Erdkruste stattfinden. Dabei hat er die mikroskopische Kartierung der komplexen Wachstumsgeschichte von Zirkonkristallen initiiert und damit entscheidend zur Rekonstruktion der Druck- und Temperaturgeschichte metamorpher Gesteine, vor allem in den Alpen, beigetragen.

## Publikationen (Auswahl)
- Dieter Gebauer: Rb-Sr Gesamtgesteins- und Mineralsysteme sowie U-Pb Systeme in Zirkonen während der progressiven Gesteinsmetamorphose. ETH Diss. No. 5530, 1975, doi:10.3929/ethz-a-000099055